# Anna Olasz
Anna Olasz (Szeged, 19 de setembro de 1993) é uma maratonista aquática húngara.

## Carreira

### Rio 2016
Olasz competiu nos 10 km feminino nos Jogos Olímpicos de Verão de 2016, ficando na décima quarta colocação.